# 일본 임야청
임야청(일본어: 林野庁 린야쵸[*], Forestry Agency, 약칭: FA)은 일본의 행정기관이다.

## 설치 근거 및 소관 업무

### 설치 근거
- 농림수산성설치법 제23조

### 소관 업무
- 삼림의 보속배양
- 임산물의 안정공급의 확보
- 임업자의 복지의 증진
- 국유임야사업의 적절한 운영

## 연혁
- 1949년(쇼와 24년) 4월 1일: 궁내성 제실임야국과 농림성 산림국을 농림성 임야국으로 통합.
- 1949년(쇼와 24년) 6월 1일: 임야국을 임야청으로 승격.

## 조직

### 간부
- 장관 1인
- 차장 1인

### 내부부국

#### 임정부
- 임정과
- 기획과
- 경영과
- 목재산림과
- 목재이용과

#### 삼림정비부
- 기획과
- 삼림이용과
- 정비과
- 치산과
- 연구지도과

#### 국유임야부
- 관리과
- 경영기획과
- 업무과

### 시설등기관
- 삼림기술종합연수소

### 지방지분부국
- 홋카이도삼림관리국
- 도호쿠삼림관리국
- 간토삼림관리국
- 추부삼림관리국
- 긴키삼림관리국
- 시코쿠삼림관리국
- 규슈삼림관리국

## 같이 보기
- 임야청 장관
- 임야청 차장
- 산림청